# Valeri Karpine
Valeri Georgievitch Karpine (russe : Валерий Георгиевич Карпин), né le 2 février 1969 à Narva en République socialiste soviétique d'Estonie, est un footballeur international russe ayant évolué au poste de milieu de terrain entre 1986 et 2005 avant de se reconvertir comme entraîneur.
Il dirige actuellement la Sélection Russe depuis juillet 2021.

## Biographie

### Carrière de joueur

#### Débuts et passage au Spartak Moscou (1986-1994)
Natif de Narva, Karpine découvre le football dans cette ville en évoluant dans une équipe locale de jeunes dès l'âge de 8 ans. Il déménage par la suite à Tallinn à l'âge de 15 ans, où il intègre les équipes de sport locale avant de faire ses débuts professionnels dans le club du Sport en troisième division soviétique en 1986, à l'âge de 17 ans. Il reste deux saisons dans l'équipe, jouant 25 matchs et marquant un but, avant de rejoindre le CSKA Moscou, alors en deuxième division, en 1988 dans le cadre de son service militaire. Il n'y joue cependant que trois matchs et est principalement relégué au sein de la réserve du club. Il est par la suite transféré au Fakel Voronej où il connaît sa première saison pleine, jouant 27 matchs pour 7 buts inscrits.
Il rejoint en 1990 le Spartak Moscou d'Oleg Romantsev. Il s'y impose rapidement comme titulaire, faisant notamment ses débuts en championnat contre le CSKA Moscou, contre qui il délivre deux passes décisives, avant de disputer 21 matchs pour sa première saison, où il n'inscrit cependant aucun but. Il découvre la même année les compétitions européennes en prenant part à huit matchs de Coupe des clubs champions, où les siens atteignent le stade des demi-finales avant d'être éliminés par l'Olympique de Marseille. Les années qui suivent le voit s’imposer progressivement comme un des leaders de l'équipe qui domine notamment les débuts du championnat russe à partir de 1992, remportant le titre trois fois de suite durant son passage, Karpine connaissant par ailleurs sa saison la plus prolifique en 1993, année qui le voit inscrire treize buts en championnat et dix-huit toutes compétitions confondues.

#### Passage en Espagne (1994-2005)

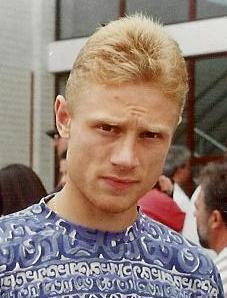
Valeri Karpine en 1996.

Karpine quitte finalement le Spartak après quatre ans de service à l'été 1994 pour rejoindre l'Espagne et la Real Sociedad. Il y devient immédiatement un titulaire régulier et d'importance, marquant notamment 13 buts en championnat lors de sa deuxième saison, contribuant activement au maintien du club en première division. Il rejoint par la suite le Valence CF pour la saison 1996-1997, où il dispute notamment la Coupe UEFA et atteint les quarts de finale avec le club valencien, qui connaît cependant un exercice décevant en championnat en terminant dixième du classement.
Quittant Valence à l'issue de la saison, Karpine décide de rester en Espagne pour rejoindre cette fois le Celta de Vigo où il retrouve notamment son ancien coéquipier du Spartak et de l'équipe nationale Aleksandr Mostovoï. Il devient rapidement un des joueurs clés de l'équipe et un des artisans de la période faste du club entre la fin des années 1990 et le début des années 2000, étant notamment élu meilleur joueur du championnat espagnol à l'issue de la saison 1998-1999 qui le voit marquer huit buts en 34 matchs tandis que le Celta atteint la cinquième place du classement. Il y dispute également plusieurs campagnes européennes en Coupe UEFA qui voient les siens atteindre le stade des quarts de finale trois fois de suite entre 1999 et 2001. Disputant ainsi 215 matchs pour 37 inscrits en cinq saisons, Karpine quitte finalement le Celta à l'issue de l'exercice 2001-2002.
Alors âgé de 33 ans, il décide d'effectuer un deuxième passage à la Real Sociedad. Malgré son âge avancé, il parvient à y conserver une place de titulaire régulier et contribue ainsi dès sa première saison aux très bonnes performances du club en championnat espagnol, où il parvient à se mêler pour la course au titre avec le Real Madrid. C'est finalement cette dernière équipe qui l'emporte avec deux points d'avance sur la Sociedad qui termine deuxième, tandis que Karpine dispute 36 matchs et marque huit buts. Il dispute la saison suivante la Ligue des champions, où les siens sont cependant éliminés au stade des huitièmes de finale par l'Olympique lyonnais. Les deux saisons suivantes entre 2003 et 2005 voient cependant la Sociedad retomber dans le milieu voire bas de classement. À l'issue de l'exercice 2004-2005, Karpine décide de finalement mettre fin à sa carrière de joueur à l'âge de 36 ans.

### Carrière internationale
Karpine est sélectionné pour la première et unique fois avec la Communauté des États indépendants, brève descendante de la sélection soviétique, par Anatoli Bychovets dans le cadre d'un cadre d'un match amical contre l'Angleterre le 29 avril 1992, à l'âge de 23 ans. Il fait durant cette rencontre son entrée en jeu vers la 60e minute à la place d'Andreï Kanchelskis, tandis que les deux équipes se quittent sur un match nul 2-2. Cette sélection disparaît par la suite et est remplacée par les équipes nationales respectives des anciennes républiques soviétiques.
De nationalité russe, il est sélectionné dès le mois d'août 1992 avec la sélection attitrée par Pavel Sadyrine. Il dispute alors son premier match avec la Sbornaïa contre le Mexique en amical le 16 août, où il est titularisé et inscrit un but et une passe décisive tandis que les siens l'emportent 2-0. Il dispute son premier match de compétition deux mois plus tard le 14 octobre 1992 contre l'Islande dans le cadre des éliminatoires de la Coupe du monde 1994 avant d'enchaîner deux semaines après contre le Luxembourg, étant titulaire à chaque fois. Par la suite cependant, il n'est plus sélectionné pour le reste des qualifications, se contentant de quelques matchs amicaux lors de l'année 1993, tandis que la Russie parvient à se qualifier pour la phase finale du Mondial 1994. Appelé au sein du groupe des 23 joueurs prenant part à la compétition, Karpine dispute l'ensemble des trois matchs de la phase de groupes face au Brésil, au Cameroun et la Suède, bien qu'il fasse son entrée en jeu en fin de première période face à cette dernière. Les Russes terminent cependant troisième à l'issue de cette phase et sont éliminés d'entrée.
Il prend par la suite part à la phase qualificative de l'Euro 1996 où il dispute huit des dix matchs du groupe 8, inscrivant notamment des buts face à Saint-Marin et la Finlande tandis que les siens terminent premier du groupe et se qualifient pour la phase finale. Karpin est une nouvelle fois intégré dans l'effectif russe disputant la compétition et dispute à nouveau les trois matchs de la phase de groupes, inscrivant un but face à l'Italie lors du premier match mais ne pouvant empêcher la défaite des Russes sur le score de 2-1. Il n'est par la suite pas décisif contre l'Allemagne puis la République tchèque tandis que la Russie termine dernière du groupe C et est une nouvelle fois éliminée d'entrée.
Par la suite, Karpine dispute le début des éliminatoires de la Coupe du monde 1998, inscrivant notamment un but et deux passes décisives contre le Luxembourg le 10 novembre 1996. Il connaît cependant une période de trou en sélection entre mars 1997 et août 1998, ratant ainsi le reste de la phase qualificative qui débouche sur une non-qualification des Russes après une défaite en barrage face à l'Italie. Après cet échec, il retrouve sa place en sélection et dispute cette fois l'intégralité de la campagne qualificative pour l'Euro 2000, marquant six buts lors des dix matchs, incluant un doublé contre l'Arménie le 278 mars 1999 ainsi que le but de la victoire contre la France à l'extérieur lors de la victoire 3-2 des siens le 5 juin de la même année. Cela ne suffit cependant pas à qualifier la Russie qui termine troisième derrière la France et l'Ukraine.
Il prend ensuite part aux qualifications pour le Mondial 2002 où il dispute huit des dix matchs des siens dans le groupe 1, n'inscrivant aucun but tandis que les siens parviennent cette fois à terminer premier de leur poule et à se qualifier pour la phase finale de la compétition. Karpine dispute une nouvelle fois l'intégralité des matchs de la phase de groupes, contribuant d'entrée lors du premier match en inscrivant le deuxième but russe contre la Tunisie pour une victoire 2-0, ce but constitue par ailleurs sa dix-septième et dernière réalisation avec la Sbornaïa. Il ne peut cependant empêcher par la suite les défaites des siens contre le Japon puis la Belgique, qui débouche sur une nouvelle élimination dès la phase de groupes. Karpine connaît par la suite sa 72e et dernière sélection le 12 février 2003 lors d'un match amical contre Chypre, celui-ci annonçant sa retraite internationale le mois suivant.

### Carrière d'entraîneur

#### Passage au Spartak Moscou (2009-2014)
Natif d'Estonie, il obtient en 2003 la nationalité de son pays de naissance, tout en conservant sa nationalité russe. Il sponsorise par la suite l'équipe cycliste Karpin Galicia durant deux saisons entre 2007 et 2008. Il est nommé en août 2008 directeur général du Spartak Moscou en remplacement de Sergueï Chavlo. Dès son arrivée, il ordonne le renvoi de l'entraîneur Stanislav Tchertchessov et son remplacement par Michael Laudrup. Ce dernier est cependant lui aussi licencié en avril 2009 en raison des mauvais résultats de l'équipe, Karpine prend alors la position d'entraîneur principal en complément de celui de directeur sportif, d'abord en tant qu'intérimaire puis de façon permanente à la fin de la saison. Il obtient au mois de novembre une licence UEFA de catégorie A.
Sous sa conduite, le club effectue une belle remontée en championnat et termine finalement deuxième derrière le Rubin Kazan. Le Spartak accède ainsi à la phase de groupes de la Ligue des champions 2010-2011, où il termine troisième du groupe F derrière Chelsea et l'Olympique de Marseille et est ainsi repêché en Ligue Europa. Dans le même temps, le Spartak atteint la quatrième place du championnat 2010. Le club effectue par la suite un parcours notable en Ligue Europa, éliminant successivement le FC Bâle et l'Ajax Amsterdam avant d'être cependant lourdement vaincu au stade des quarts de finale par le FC Porto sur le score de 10-3 sur deux matchs. Ce résultat, combiné à la mauvaise forme de l'équipe, amène Karpine à poser sa démission du poste d'entraîneur en avril 2011, celle-ci est cependant refusée par les dirigeants du club. Durant la Ligue Europa 2011-2012, le Spartak est éliminé d'entrée au stade des barrages par le Legia Varsovie. Karpine amène tout de même l'équipe à une nouvelle deuxième place en championnat derrière le Zénith Saint-Pétersbourg à l'issue de la saison 2011-2012. Son contrat n'est cependant pas renouvelé à l'issue de l'exercice et il est remplacé par Unai Emery, mais conserve tout de même son poste de directeur général.
Le mauvais début de saison 2012-2013 du club amène au renvoi d'Emery dès le mois de novembre 2012, tandis que Karpine est rappelé à la tête de l'équipe pour le remplacer. Il ne peut cependant éviter l'élimination de l'équipe en Ligue des champions, qui termine dernier du groupe G, mais parvient tout de même à l'amener à une quatrième place synonyme de qualification en Ligue Europa, où il est à nouveau éliminé d'entrée en barrages par le FC Saint-Gall. Déçu par le manque de progression de l'équipe ainsi que par l'élimination de celle-ci en Coupe de Russie face au FK Tosno, pensionnaire de troisième division, le président du Spartak Léonid Fedoun décide finalement de renvoyer Karpine en mars 2014, bien que le club se classe alors troisième du championnat,.
Le 19 décembre 2017, Karpine a été annoncé comme le nouvel entraîneur du FK Rostov avec un contrat de deux ans et demi.
Le 25 février 2025, Karpine a démissionné de son poste à Rostov pour se concentrer sur son travail avec l'équipe nationale.

#### Piges à Majorque puis à Armavir (2014-2016)
Après son départ du Spartak, Karpine est nommé à la tête du club espagnol de deuxième division du RCD Majorque en août 2014. Après de très mauvais débuts qui le voit n'obtenir qu'un point en cinq matchs et être éliminé d'entrée de la Coupe d'Espagne par Las Palmas, il passe très proche d'être renvoyé dès la fin du mois de septembre. L'équipe connaît cependant par la suite un net regain de forme le voyant enchaîner sept matchs sans défaite, incluant une série de cinq victoires consécutives lui permettant de se replacer à proximité des places de barragistes pour la promotion. La dynamique retombe finalement, et après trois défaites d'affilée aux mois de janvier et février 2015, Karpine est renvoyé de son poste le 10 février tandis que Majorque termine la saison en seizième position.
Il fait ensuite son retour en Russie en étant nommé à la tête du Torpedo Armavir, récemment promu en deuxième division, en juillet 2015. Démarrant la saison sur cinq matchs nul 0-0 d'affilée, le club tombe rapidement dans la zone des relégables dès la sixième journée et ne parvient pas à en sortir par la suite, terminant  finalement dix-huitième et relégable à cinq points du maintien, sa descente étant assurée à trois journées de la fin à la suite d'une défaite face au Fakel Voronej. Le club ne bénéficie par la suite pas des repêchages de fin de saison tandis que Karpine démissionne de son poste en juin 2016.

#### Passage au FK Rostov (2017-2021)
Après un an et demi d'inactivité, Karpine est appelé en décembre 2017 à la tête du FK Rostov dans le cadre d'un contrat de deux ans et demi. Il amène alors le club à une onzième position à l'issue de la saison 2017-2018 avant de connaître des performances plus positives au début de l'exercice suivant, qui le voit notamment occuper les places européennes pendant toute la première moitié de saison. Cette bonne forme initiale retombe cependant par la suite et Rostov termine l'exercice en neuvième position.
La saison 2019-2020 est marquée une nouvelle fois par les bons débuts de son équipe qui parvient cette fois à devenir un concurrent majeur pour une qualification européenne, se plaçant même sur le podium pendant près de la moitié de l'exercice. Une fin de saison en dents de scie l'oblige cependant à se contenter finalement d'une cinquième place synonyme de qualification en Ligue Europa. Cette participation européenne s'avère quant à elle très brève, avec une élimination d'entrée face aux Israéliens du Maccabi Haïfa lors du troisième tour de qualification.
Après un exercice 2020-2021 qui voit cette fois Rostov stagner dans le milieu de classement avant de terminer neuvième, et alors qu'il s'apprête à entamer sa quatrième saison sur le banc du club, Karpine est nommé en parallèle à la tête de la sélection russe le 23 juillet 2021 dans le cadre d'un contrat jusqu'à la fin de l'année 2021, devant ainsi occuper ces deux fonctions en même temps pendant au moins six mois. Il décide cependant de démissionner de son poste à Rostov dès le 2 août suivant alors que l'équipe a démarré la saison 2021-2022 par deux défaites à domicile.

#### Sélectionneur de la Russie (depuis 2021)
Sous les ordres de Karpine, la Russie se qualifie pour les barrages de la Coupe du monde 2022 après avoir fini deuxième du groupe H, perdant sa première position lors de la dernière journée après une défaite 1-0 sur la pelouse de la Croatie.
La sélection est cependant suspendue des éliminatoires après la décision de la FIFA et de l'UEFA de suspendre l'équipe nationale ainsi que les clubs russes de toutes les compétitions internationales le 28 février 2022 dans le contexte de l'invasion de l'Ukraine. Le 10 mars suivant, Karpine prolonge son contrat de sélectionneur jusqu'à la fin de l'année 2022 mais reprend en parallèle la tête du FK Rostov en attendant la décision au Tribunal arbitral du sport quant à l'appel de la fédération.

## Statistiques

### Statistiques de joueur
| Saison                | Club                  | Championnat           | Championnat | Championnat | Coupe(s) nationale(s) | Coupe(s) nationale(s) | Compétition(s) continentale(s) | Compétition(s) continentale(s) | Compétition(s) continentale(s) | Total | Total |
| Saison                | Club                  | Division              | M.          | B.          | M.                    | B.                    | Comp.                          | M.                             | B.                             | M.    | B.    |
| 1986                  | Sport Tallin          | D3                    | 10          | 1           | -                     | -                     | -                              | -                              | -                              | 10    | 1     |
| 1987                  | Sport Tallin          | D3                    | 15          | 0           | -                     | -                     | -                              | -                              | -                              | 15    | 0     |
| 1988                  | CSKA Moscou           | D2                    | 3           | 0           | -                     | -                     | -                              | -                              | -                              | 3     | 0     |
| 1989                  | Fakel Voronej         | D2                    | 27          | 7           | -                     | -                     | -                              | -                              | -                              | 27    | 7     |
| Sous-total            | Sous-total            | Sous-total            | 55          | 8           | -                     | -                     | -                              | -                              | -                              | 55    | 8     |
| 1990                  | Spartak Moscou        | D1                    | 21          | 0           | 3                     | 0                     | C1                             | 4                              | 0                              | 28    | 0     |
| 1991                  | Spartak Moscou        | D1                    | 28          | 3           | 5                     | 1                     | C1+C3                          | 4+4                            | 0+1                            | 41    | 5     |
| 1992                  | Spartak Moscou        | D1                    | 26          | 7           | 3                     | 1                     | C2                             | 4                              | 2                              | 33    | 10    |
| 1993                  | Spartak Moscou        | D1                    | 30          | 13          | 2                     | 1                     | C2+C1                          | 4+6                            | 2+2                            | 42    | 18    |
| 1994                  | Spartak Moscou        | D1                    | 12          | 5           | 3                     | 3                     | C1                             | 4                              | 3                              | 19    | 11    |
| Sous-total            | Sous-total            | Sous-total            | 117         | 28          | 16                    | 6                     | -                              | 30                             | 9                              | 163   | 43    |
| 1994-1995             | Real Sociedad         | D1                    | 35          | 3           | 3                     | 0                     | -                              | -                              | -                              | 38    | 3     |
| 1995-1996             | Real Sociedad         | D1                    | 37          | 13          | 2                     | 1                     | -                              | -                              | -                              | 39    | 14    |
| 1996-1997             | Valence CF            | D1                    | 36          | 6           | 2                     | 0                     | C3                             | 8                              | 0                              | 46    | 6     |
| Sous-total            | Sous-total            | Sous-total            | 108         | 22          | 7                     | 1                     | -                              | 8                              | 0                              | 123   | 23    |
| 1997-1998             | Celta de Vigo         | D1                    | 37          | 4           | 5                     | 1                     | -                              | -                              | -                              | 42    | 5     |
| 1998-1999             | Celta de Vigo         | D1                    | 34          | 8           | 2                     | 0                     | C3                             | 7                              | 1                              | 43    | 9     |
| 1999-2000             | Celta de Vigo         | D1                    | 34          | 6           | 2                     | 0                     | C3                             | 10                             | 6                              | 46    | 12    |
| 2000-2001             | Celta de Vigo         | D1                    | 30          | 5           | 6                     | 1                     | CI+C3                          | 4+9                            | 2+1                            | 49    | 9     |
| 2001-2002             | Celta de Vigo         | D1                    | 33          | 3           | 2                     | 0                     | C3                             | 3                              | 2                              | 38    | 5     |
| Sous-total            | Sous-total            | Sous-total            | 168         | 26          | 17                    | 2                     | -                              | 30                             | 9                              | 215   | 37    |
| 2002-2003             | Real Sociedad         | D1                    | 36          | 8           | 1                     | 0                     | -                              | -                              | -                              | 37    | 8     |
| 2003-2004             | Real Sociedad         | D1                    | 38          | 7           | -                     | -                     | C1                             | 8                              | 0                              | 46    | 7     |
| 2004-2005             | Real Sociedad         | D1                    | 34          | 5           | -                     | -                     | -                              | -                              | -                              | 34    | 5     |
| Sous-total            | Sous-total            | Sous-total            | 108         | 20          | 1                     | 0                     | -                              | 8                              | 0                              | 117   | 20    |
| Total sur la carrière | Total sur la carrière | Total sur la carrière | 556         | 105         | 41                    | 9                     | -                              | 76                             | 18                             | 673   | 132   |

### Statistiques d'entraîneur
| Spartak Moscou  | 16 avril 2009    | 14 mai 2012     | 122 | 61  | 27 | 34  | 50,0 |
| Spartak Moscou  | 26 novembre 2012 | 18 mars 2014    | 39  | 19  | 9  | 11  | 48,7 |
| RCD Majorque    | 12 août 2014     | 10 février 2015 | 25  | 7   | 6  | 12  | 28,0 |
| Torpedo Armavir | 10 juillet 2015  | 23 juin 2016    | 40  | 11  | 10 | 19  | 27,5 |
| FK Rostov       | 19 décembre 2017 | 2 août 2021     | 111 | 42  | 29 | 40  | 37,8 |
| Russie          | 26 juillet 2021  | en cours        | 12  | 7   | 4  | 1   | 58,3 |
| FK Rostov       | 10 mars 2022     | en cours        | 51  | 25  | 11 | 15  | 55,9 |
| Total           | Total            | Total           | 400 | 172 | 96 | 132 | 43,0 |

## Palmarès

### Palmarès de joueur
Spartak Moscou
- Champion de Russie en 1992, 1993 et 1994.
- Vice-champion d'Union soviétique en 1991.
- Vainqueur de la Coupe d'Union soviétique : 1992.
- Vainqueur de la Coupe de Russie en 1994.
- Vainqueur de la Coupe de la CEI en 1993 et 1994.

 Celta de Vigo
- Coupe Intertoto : 2000.
- Finaliste de la Coupe d'Espagne en 2001.

 Real Sociedad
- Vice-champion d'Espagne en 2003.

### Palmarès d'entraîneur
Spartak Moscou
- Vice-champion de Russie en 2009 et 2012.